# Кренцель, Борис Абрамович
Борис Абрамович Кренцель (1913—1997) — советский химик-органик, доктор химических наук, лауреат Ленинской премии (1962).

## Биография
Родился в 1913 году в Москве. Окончил Московский химико-технологический институт (1937).
- 1937—1938, 1940—1941 инженер Гипроазота (Москва).
- 1938—1940 доцент химико-технологического института, г. Рубежное Ворошиловградской области.
- 1941—1944 инженер на предприятии п/я № 16 (г. Дзержинск Горьковской области).
- 1944—1946 старший инженер Главного управления Наркомхимпрома.
- 1946-1947 учёба в аспирантуре (ученик академика С. С. Намёткина).

С 1947 годах работал в Институте нефти АН СССР (с 1958 года — Институт нефтехимического синтеза им. А. В. Топчиева), с 1962 года — зав. лабораторией, с 1987 года — главный научный сотрудник, советник директора института.
Доктор химических наук (1960), профессор (1963).
Автор трудов в области нефтехимии, катализа, химии полимеров и биологически активных веществ. Один из создателей нового способа производства полипропилена, внедрённого в производство в 1963 г.
Ленинская премия (1962). Заслуженный деятель науки и техники РФ (1993).
Публикации:
- Высшие полиолефины [Текст] / Б. А. Кренцель, В. И. Клейнер, Л. Л. Стоцкая. — Москва : Химия, 1984. — 184 с. : граф.; 21 см.
- Кренцель, Борис Абрамович. Хлорирование парафиновых углеводородов [Текст] / Акад. наук СССР. Ин-т нефтехим. синтеза им. А. В. Топчиева. — Москва : Наука, 1964. — 158 с. : черт.; 21 см.
- Будущее нефтехимии / Б. А. Кренцель. — М. : Знание, 1985. — 48 с.; 23 см. — (Новое в жизни, науке, технике; 2/1985).
- Новое в химии полимеров [Текст] : (Материалы к лекции) / Д-р хим. наук Б. А. Кренцель. — Москва : Знание, 1961. — 51 с.; 18 см. — (В помощь лектору/ Всесоюз. о-во по распространению полит. и науч. знаний. Науч.-метод. совет по пропаганде хим. знаний).
- Полипропилен [Текст] / Б. А. Кренцель, Л. Г. Сидорова. — Киев : Техніка, 1964. — 91 с. : ил.; 20 см.
- Новая химия и ее сырьевая база [Текст] / Б. А. Кренцель, М. И. Рохлин. — Москва : Изд-во Акад. наук СССР, 1962. — 104 с.; 20 см. — (Научно-популярная серия/ Акад. наук СССР).
- Основы синтеза алифатических спиртов из нефтяных углеводородов [Текст] / Акад. наук СССР. Ин-т нефти. — Москва : Изд-во Акад. наук СССР, 1954. — 184 с. : черт.; 22 см.
- Высшие полиолефины [Текст] / Б. А. Кренцель, В. И. Клейнер, Л. Л. Стоцкая. — Москва : Химия, 1984. — 184 с. : граф.; 21 см.
- Исследование в области хлорирования газообразных парафиновых углеводородов и некоторых превращений хлористых алкилов [Текст] : Автореферат дис., представленной на соискание ученой степени доктора химических наук / Ин-т нефтехим. синтеза АН СССР. — Москва : [б. и.], 1959. — 20 с.; 20 см.
- Хлорирование парафиновых углеводородов [Текст] / Акад. наук СССР. Ин-т нефтехим. синтеза им. А. В. Топчиева. — Москва : Наука, 1964. — 158 с. : черт.; 21 см.
- Химия жидких кристаллов и мезоморфных полимерных систем / Ю. Б. Америк, Б. А. Кренцель. — М. : Наука, 1981. — 288 с. : ил.; 22 см; ISBN В пер. (В пер.)
- Полиолефины — новые синтетические материалы [Текст] / А. В. Топчиев, Б. А. Кренцель. — Москва : Изд-во Акад. наук СССР, 1958. — 102 с. : ил.; 20 см. — (Научно-популярная серия/ Акад. наук СССР).
- Комплексные металлорганические катализаторы [Текст] / Н. Н. Корнеев, А. Ф. Попов, Б. А. Кренцель. — Ленинград : Химия. Ленингр. отд-ние, 1969. — 208 с. : черт.; 22 см.

Автор работ в области полимеров, за которые в 1986 году стал лауреатом премии имени С. В. Лебедева.
Умер 29 июня 1997 года в Москве.